# Gaspard André
Pour les articles homonymes, voir André.
Gaspard André (Gaspard Abraham André) est un architecte français, né à Lyon le 16 mars 1840 et mort à Cannes le 12 février 1896.

## Biographie
Originaire de Bassins, Gaspard André est admis à l'école des Beaux-Arts de Lyon en 1856. Il suit en 1858 les cours de l'architecte Antoine-Marie Chenavard. Il remporte le premier prix de la classe d'art décoratif et un prix de croquis d'ornement. Il travaille chez l'architecte Savy puis entre dans le cabinet de Bresson en 1861. En 1862, il entre  à l'École nationale et spéciale des Beaux-Arts de Paris et poursuit sa formation dans l'atelier de Charles-Auguste Questel.
Second Prix de Rome en 1865, Gaspard André voyage en Italie en 1868-1869, approfondissant son goût pour l'architecture de la Renaissance, en opposition avec les tendances néo-gothiques de « l'architecture nationale » de son époque.
De retour à Lyon, Gaspard André entre en 1859 au cabinet de Louis Bresson. Puis il crée son propre bureau d'architecte, il édifie le Théâtre des Célestins, l’église Saint-Joseph des Brotteaux, le Temple des Brotteaux pour l'Église réformée dont il est diacre, le « groupe scolaire de la rue Tronchet » (aujourd'hui « groupe scolaire Jean-Rostand »), la Fontaine des Jacobins, l'hôtel Balaÿ.
Une riche clientèle d’hommes d’affaires lui confie la construction de leurs villas (Villa La Pérollière pour Félix Mangini à Saint-Pierre-la-Palud, Villa Félicia pour Félix Mangini et Villa Lérina pour Joseph Gillet à Cannes), de banques ou d’usines (teinturerie Gillet à Saint-Chamond).
Architecte reconnu dans sa ville et sa province, il est membre actif des sociétés professionnelles et académiques et enseigne à l'École des Beaux-Arts de Lyon, mais n'y sera pas titularisé : « candidat impossible, manque de tenue. Va en vélocipède », ce qui ne l'empêchera pas d'être élu plus tard au comité d'administration de cette école et d'en devenir le président en 1891. Il est membre de la Société centrale des architectes français en 1883.
Attaché à la ville de Lyon il est l'un des membres de l'Académie du Gourguillon sous le pseudonyme de "Joannès Mollasson" et réalise le cliché de Nizier du Puitspelu illustrant la première édition du Littré de la Grand'Côte.
Gaspard André remporte le 2e prix du concours lancé par la ville de Lausanne et le Canton de Vaud en 1889-90 pour la construction d'un édifice abritant musées, bibliothèque et services universitaires. Son projet réaménagé par ses soins est retenu et mis en chantier en 1896. Gaspard ne verra pas le Taureau Farnèse-Palais de Rumine réalisé puisqu'il décède cette même année à Cannes le 12 février 1896.

## Principales réalisations
On lui doit notamment :
- en 1872, l'église provisoire de Saint-Joseph, à Lyon (première construction en mâchefer autorisée dans la ville par l'administration) ;
- en 1873, le Théâtre des Célestins[2], achevé en 1877, brûlé en partie et reconstruit en 1880 ;
- la fontaine de la place des Jacobins[3] à Lyon ;
- en 1884, le Grand Temple[4], quai de la Guillotière, à Lyon ;
- en 1888, l'Église Saint-Joseph des Brotteaux, à Lyon ;
- en 1890, la Villa La Pérollière, à Saint-Pierre-la-Palud (Rhône) ;
- l'hôtel de ville de Neuilly-sur-Seine[5] (lauréat du concours, il se désista au profit de Victor Dutocq et Charles Simonet[6]), le palais de Rumine[7] à Lausanne. Il travailla également sur le projet de restauration du Château Saint-Maire[8] à Lausanne.